# Алексеевка (Новониколаевский район)
Алексе́евка (укр. Олексіївка) — село,
Новоиванковский сельский совет,
Новониколаевский район (Запорожская область),
Запорожская область,
Украина.
Код КОАТУУ — 2323683507. Население по переписи 2001 года составляло 51 человек.

## Географическое положение
Село Алексеевка находится на левом берегу пересыхающей речушки с запрудами,
ниже по течению на расстоянии в 1 км расположено село Граничное,
на противоположном берегу — село Морозовское (Васильковский район).